# Le Pavillon des hommes
Le Pavillon des hommes (大奥, Ōoku) est une série josei manga dessinée et écrite par Fumi Yoshinaga. Le manga est prépublié dans le magazine Melody de l'éditeur japonais Hakusensha entre 2004 et 2020 et a été relié en un total de dix-neuf tomes. La version française par Kana, publié entre octobre 2009 et janvier 2022.
Ce manga est une uchronie librement inspirée de l'histoire du shogunat Tokugawa.
Le manga est adapté en un film live réalisé par Fuminori Kaneko, sorti le 1er octobre 2010 au Japon. Un drama a ensuite été diffusé entre octobre et décembre 2012, et un second film est sorti le 22 décembre 2012. Un deuxième drama est diffusé à partir de janvier 2023, tandis qu'un anime est diffusé sur Netflix le 29 juin 2023.

## Synopsis
À l'époque d'Edo, une maladie, la variole du tengu, touchant uniquement les hommes, dévaste la population du pays.
Les femmes, plus nombreuses que les hommes, prennent le pouvoir. Le pays est dirigé par le shōgun (une femme en l'occurrence) qui dirige le pavillon des hommes, où les membres de ce pavillon (uniquement des hommes) vivent coupés du monde extérieur. 
Aucune information ne doit sortir de ce pavillon.
Mizuno Yûnoshin, un jeune samouraï qui vient d'arriver au pavillon, devient très vite chūro, une des personnes les plus puissantes du pavillon.
Le 7e shōgun meurt juste après l'arrivée de Mizuno. Le 8e shōgun, Tokugawa Yoshimune Onobu, comme toutes les autres, doit, en arrivant, choisir le concubin secret, qui passera une nuit avec le shōgun et qui sera par la suite exécuté pour avoir violé la virginité du shōgun. Mizuno est choisi pour cette tâche.
L'histoire revient dans le passé au temps où les shoguns étaient des hommes. Le 2e shōgun, un homme, n'a pour héritier qu'une fille.
Celle-ci doit alors se travestir pour gouverner en se faisant passer pour son père, Iemitsu. Arikoto, un de ses concubins, la fait changer d'avis et fait révéler Iemitsu, le 3e shōgun à ses compagnons du pavillon, sous l'apparence d'une femme.
Grâce à la variole du tengu, les shōgun restèrent des femmes.

## Manga
Le manga est écrit et dessiné par Fumi Yoshinaga. Il est prépublié dans le magazine Melody de l'éditeur japonais Hakusensha entre 2004 et 2020 et a été relié en un total de dix-neuf tomes.
Il est traduit en anglais, édité en Amérique du Nord par Viz Media sous le titre Ōoku: The Inner Chambers, ainsi qu'en version française par Kana, publié entre octobre 2009 et janvier 2022. La traduction est effectuée par Samson Sylvain, puis Miyako Slocombe à partir du tome 8.

### Liste des volumes
| no | Japonais          | Japonais          | Français         | Français          |
| no | Date de sortie    | ISBN              | Date de sortie   | ISBN              |
| -- | ----------------- | ----------------- | ---------------- | ----------------- |
| 1  | 29 septembre 2005 | 4-592-14301-9     | 23 octobre 2009  | 978-2-5050-0712-8 |
| 2  | 29 novembre 2006  | 4-592-14302-7     | 23 octobre 2009  | 978-2-5050-0713-5 |
| 3  | 20 décembre 2007  | 978-4-592-14303-1 | 12 février 2010  | 978-2-5050-0784-5 |
| 4  | 24 décembre 2008  | 978-4-592-14304-8 | 4 juin 2010      | 978-2-5050-0854-5 |
| 5  | 29 septembre 2009 | 978-4-592-14305-5 | 22 octobre 2010  | 978-2-5050-0855-2 |
| 6  | 28 août 2010      | 978-4-592-14306-2 | 3 juin 2011      | 978-2-5050-1157-6 |
| 7  | 28 juin 2011      | 978-4-592-14307-9 | 6 avril 2012     | 978-2-5050-1246-7 |
| 8  | 28 septembre 2012 | 978-4-592-14308-6 | 6 septembre 2013 | 978-2-5050-1935-0 |
| 9  | 3 décembre 2012   | 978-4-592-14309-3 | 21 février 2014  | 978-2-5050-6033-8 |
| 10 | 28 octobre 2013   | 978-4-592-14310-9 | 21 novembre 2014 | 978-2-5050-6144-1 |
| 11 | 28 août 2014      | 978-4-592-14545-5 | 7 mai 2015       | 978-2-5050-6297-4 |
| 12 | 26 juin 2015      | 978-4-592-14546-2 | 10 juin 2016     | 978-2-5050-6590-6 |
| 13 | 28 avril 2016     | 978-4-592-14547-9 | 16 juin 2017     | 978-2-5050-6761-0 |
| 14 | 28 février 2017   | 978-4-592-14548-6 | 6 avril 2018     | 978-2-5050-7048-1 |
| 15 | 28 décembre 2017  | 978-4-592-14549-3 | 5 octobre 2018   | 978-2-5050-7218-8 |
| 16 | 29 octobre 2018   | 978-4-592-16276-6 | 18 octobre 2019  | 978-2-5050-7640-7 |
| 17 | 28 août 2019      | 978-4-592-16277-3 | 8 janvier 2021   | 978-2-5050-8510-2 |
| 18 | 26 juin 2020      | 978-4-592-16278-0 | 20 août 2021     | 978-2-5051-1048-4 |
| 19 | 26 février 2021   | 978-4-592-16279-7 | 14 janvier 2022  | 978-2-5051-1057-6 |

## Adaptations live
Le 1er octobre 2010 est sorti au Japon Ōoku (titre international : The Lady Shogun and Her Men), une adaptation en film live du manga. Il a été réalisé par Fuminori Kaneko et scénarisé par Natsuko Takahashi. Cette adaptation suit le premier arc de l'histoire, relaté dans le premier volume du Pavillon des hommes. Ainsi, les premiers rôles sont joués par Kazunari Ninomiya dans le rôle de Hiroyuki Mizuno et Kō Shibasaki dans le rôle de Yoshimune.
Un second film ainsi qu'un drama ont ensuite été annoncés en janvier 2012. Le drama a été diffusé entre octobre et décembre 2012, et le second film intitulé Ōoku: Emonnosuke・Tsunayoshi Hen est sorti le 22 décembre 2012,.
Un deuxième drama est diffusé à partir de janvier 2023,.

### Distribution
Source et liste complète sur l'Internet Movie Database.
- Kazunari Ninomiya : Mizuno
- Kō Shibasaki : Yoshimune
- Maki Horikita
- Hiroshi Tamaki : Matsushima

## Anime
Une adaptation animée de cette série est diffusée le 29 juin 2023 sur Netflix.

### Voix françaises
- Alexis Tomassian : Mizuno
- Vanessa Van-Geneugden : Yoshimune
- Alexandre Gillet : Sushigita
- Jérôme Rebbot : Fujinami
- Valentin Merlet : Matsushima
- François Berland : le narrateur
- Enzo Ratsito : Kakizoe
- Jérémie Bédrune : Inaba
- Agnès Cirasse : Hisamichi
- Maurice Decoster : Iemitsu homme
- Olivia Luccioni : Iemitsu femme
- Jérémy Prévost : Sutezo
- Kelyan Blanc : Gyokuei
- Philippe Roullier : Nobutsuna
- Christèle Billault : Tadzu
- Cerise Calixte : Sato
- Thierry d'Armor : Hotta
- Yoann Sover : Arikoto
- Pierre Tessier : Murase
- Adrien Larmande : Myokei
- Nathalie Homs : Kasuga
- Kaycie Chase : Yotsuba
- Mélissa Berard : Kogiku
- Laura Zichy : O-Mine
- Cyrille Monge : Sunami
- Emmylou Homs : Iemitsu jeune
- Cléo Anton : Yajima

## Réception
Le Pavillon des hommes a remporté un prix spécial du jury au prix Sense of Gender de la Japanese Association of Feminist Science Fiction and Fantasy (Association japonaise de science-fiction et de fantastique féministe) en 2005 et le prix d'excellence au Japan Media Arts Festival en 2006.
En 2008, le manga est nommé pour le premier Prix Manga Taishō. En avril 2009, la série reçoit le Grand Prix du prix culturel Osamu Tezuka. En 2011, il est récompensé par le prix Shōgakukan dans la catégorie Shōjo.
Le premier volume du manga fait partie de la liste du « Top 10 des meilleurs romans graphiques des adolescents » (Top Ten Great Graphic Novels for Teens) établie par Yalsa. Les volumes 1 et 2 du manga ont remporté le Prix James Tiptree, Jr. en 2009.
L'adaptation cinématographique de la série est nommée aux Nippon Akademī-shō en 2011 dans la catégorie « Meilleur direction artistique ».

### Documentation
- Lucile Fontaine, « Le pavillon des hommes », Manga 10 000 Images, Versailles, Editions H, no 3,‎ septembre 2010, p. 208-209 (ISBN 978-2-9531781-4-2)